# Малишевський Юрій Іванович
Юрій Іванович Малише́вський (нар. 14 липня 1933, Київ — пом. 27 січня 1992, Київ) — український художник; член Спілки радянських художників України з кінця 1960-х років. Батько художників Аліни і Івана Малишевських.

## Біографія

Могила Юрія Малишевського, Байкове кладовище

Народився 14 липня 1933 року в місті Києві. 1957 року закінчив Київський художній інститут, де навчався, зокрема, у Олексія Шовкуненка, Віктора Пузиркова, Михайла Хмелька, Геннадія Титова; у 1965 році — творчі майстерні при Академії мистецтв СРСР у Києві, де був учнем Сергія Григор'єва, Михайла Дерегуса.
Жив у Києві, в будинку на Суднобудівельному провулку, № 14, квартира № 11. Помер у Києві 27 січня 1992 року. Похований разом з родиною на Байковому кладовищі (ділянка № 49а, 50°25′1.48″ пн. ш. 30°30′4.51″ сх. д. / 50.4170778° пн. ш. 30.5012528° сх. д.).

## Творчість
Працював у галузі станкового живопису, станкової (акварель, офорт) і книжкової графіки. Створював тематичні картини у реалістичному стилі, переважно на тему Києва. Серед робіт:
живопис
- «Переможниця соцзмагання» (1950-ті);
- «У Фелікса Дзержинського» (1957);
- «Комсомольський суботник» (1958);
- «Весняні шляхи» (1960);
- «У засланні» (1961);
- «Неділя» (1968);
- «Дружина» (1972; 1990);
- «Гладіолуси» (1978);
- «Тарас Шевченко на засланні» (1980-ті);
- «Думи мої, думи» (1980-ті);
- «Наша біографія» (1980-ті);
- «Каток» (1980-ті);
- «Будівельники» (1980-ті);
- «У майстерні» (1990);
- «Бабин Яр» (1991);
- «Іван Мазепа» (1991);

графіка
- «Червоне небо» (1990-ті);
- «Натюрморт» (1990-ті);
- «Ню» (1990-ті);
- «Відпочинок біля річки» (1990-ті);
- «Парк» (1990-ті).

Брав участь у республіканських та всесоюзних виставках з 1957 року.